# District de Hesse-Rhénane
Le district de Hesse-rhénane (en allemand : Regierungsbezirk Rheinhessen) est un ancien district (1946–1968) de Rhénanie-Palatinat. Son chef-lieu était Mayence.

## Histoire
Le district était presque identique à l'antérieure province de Hesse rhénane (Provinz Rheinhessen) du Grand-duché de Hesse, puis État populaire de Hesse, abolie par le régime hitlérien en 1937.
Depuis 1945, le territoire de l'ancienne province, exception faite de la petite frange située à l'est du Rhin appartenant à la zone d'occupation américaine, formait une circonscription administrative de la zone d'occupation française sous le nom de district de Mayence (Regierungsbezirk Mainz). En 1946, par l'ordonnance no 57 du général Kœnig, il fut intégré au nouveau Land de Rhénanie-Palatinat et formerait désormais un des cinq districts administratifs de ce Land.
En 1968, dans le cadre d'une réforme des circonscriptions administratives de Rhénanie-Palatinat, il fut intégré, conjointement avec le district administratif du Palatinat (Regierungsbezitk Pfalz), dans le nouveau district administratif de Hesse rhénane er Palatinat (Regierungsbezirk Rheinhessen-Pfalz).